# イデトモタカ
イデ トモタカ（1986年 - ）は、日本のコピーライター、作家。株式会社letter代表取締役。ダイレクト・マーケティングの世界で15年以上のキャリアを積んだのち、現在は大企業を中心に企業変革プロジェクトの伴走、社内コミュニケーション施策の企画と制作を担う。愛犬の名前は「ベル」。

## 主な著作

### 単著
- 『絵空事ではないパーパス経営のための第一歩　会社・社員変革が加速する社内通達［インターナルレター］の書き方』つた書房、2024年4月29日
- 『フリーランスで「超」成果を上げる プロジェクトワーカーとしての働き方』ぱる出版、2023年3月13日

## 新造語

### プロジェクトワーカー
「プロジェクト単位で仕事を受注し、活動するフリーランス」の総称として、「プロジェクトワーカー」という語をタイトルに含む書籍を国内で初めて出版。

### インターナルレター
「単なる情報伝達ではなく、社員のこころを動かすことを目的とした社内メッセージ」を意味する「インターナルレター」に関する書籍を国内で初めて出版。
また、「インターナルレター」はイデが代表を務める株式会社letterの商標登録。

### メンパ（メンタルパフォーマンス）
「ある行動に対してどのくらいこころが消耗するか」を「メンパ」「メンタルパフォーマンス（心理対効果・心理効率）」と名付け、タイパ（タイムパフォーマンス）の次に普及する概念として提唱する。